# Popillia barrei
Popillia barrei är en skalbaggsart som beskrevs av Limbourg 2008. Popillia barrei ingår i släktet Popillia och familjen Rutelidae. Inga underarter finns listade i Catalogue of Life.